# Артур Генрі Морріс
Артур Генрі Морріс (англ. Arthur Henry Morris; 3 січня 1861, Райд, Острів Вайт, Англія, Велика Британія — 13 грудня 1939, Вікторія, Британська Колумбія, Канада) — британський і канадський військовий діяч, полковник Британської армії.
Народився 1861 року в Англії. Його батько був священником, але сам він обрав військову кар'єру. Прослуживши деякий час в Йоркширській артилерійській міліції, 1883 року Морріс був призваний в Королівський Ірландський полк Британської армії. Взяв участь у Суданській експедиції (1884—1885), Бірманській війні (1885—1887), експедиції проти червоних каренів (1888), Чин-Лушайської експедиції (1889—1890), за заслуги в якій отримав звання кавалера ордену «За видатні заслуги». Після служби в Азії, 1899 року був відряджений в Західну Африку, де провів експедиції проти племен фрафра та дагомба, а також тіансі. У 1900 році відзначився під час ашантійської експедиції, зумівши захопити та відстояти місто Кумасі.
З 1899 до 1904 рік обіймав посаду головного комісара Північних територій Золотого берега, де проводив економічні реформи й активно займався залученням місцевих племен до політичної системи регіону. Після звільнення з цієї посади був зведений у звання кавалера ордена «За видатні заслуги» й ордена Святого Михайла і Святого Георгія. У 1905 році відбув до Індії, де обіймав посади комендантів кількох військових шкіл. У 1913 році вийшов у відставку, але після початку Першої світової війни, у 1915 році знову вступив на військову службу, але цього разу в експедиційні сили Армії Канади. У той період Морріс був комендантом табору для інтернованих в Емгерсті (Нова Шотландія), де під його керівництвом утримувався російський революціонер Лев Троцький.
Після закінчення війни пішов у відставку й оселився в Канаді, де займався стрільбою, полюванням і риболовлею, а також вів активну публіцистичну діяльність. Помер 1939 року, залишивши по собі єдиного сина.

## Біографія

### Молоді роки й освіта
Народився 3 січня 1861 року в Райді (Острів Вайт), ставши старшим сином у родині преподобного Генрі Морріса, ректора Вітколла (Лінкольншир), й Елізи Джемайми Морріс, уродженої Бротон. Належав до церкви Англії. Здобув освіту в Королівському коледжі Кентербері.

### Військова кар'єра
Після недовгої служби в Йоркширський артилерійській міліції, 27 січня 1883 року Морріс був призваний до Королівського Ірландського полку. Він брав участь у Суданської експедиції (1884—1885), розпочатої для надання допомоги генералу Чарльзу Гордону, за що був нагороджений медаллю з пряжкою і зіркою Хедіва у бронзі. Після цього відбув до Індії. Під час бірманської війни у 1885—1887 роках під командуванням бригадного генерала Генрі Коллетта служив офіцером транспортного сполучення і взяв участь у штурмі Нья-К'янга, Канко та Сайлона, за що отримав медаль з пряжкою. У 1888 році служив офіцером транспортного сполучення при польовій армії Карен і взяв участь в експедиції проти червоних каренів, за що отримав згадку в донесеннях і нагороджений пряжкою. Також Морріс був начальником транспортного сполучення при бірманській колоні в Чин-Лушайській експедиції 1889—1890 років, за що був згаданий в донесеннях і заохочений офіційною вдячністю уряду Індії.
14 листопада 1890 року королева звела Морріса у звання кавалера ордена «За видатні заслуги» за «заслуги під час Чин-Лушайської експедиції».
З липня 1886 до квітня 1890 року Морріс був офіцером спеціальних служб. 1891 року отримав підвищення до капітана. З жовтня 1893 до жовтня 1898 року служив ад'ютантом 18-го полкового округу в Клонмелі. У 1899 році був відряджений до Західної Африки. У лютому та березні 1900 року очолював дві експедиції проти племен Північних територій — фрафра та дагомба, за що двічі був згаданий в донесеннях. Під час ашантійської експедиції 1900 року командував колоною, що здійснила марш-кидок у 238 миль до Кумасі. Заволодівши містом після триденних боїв, важко поранений Морріс очолив міський гарнізон. Відстоявши Кумасі під час ворожої облоги, він також успішно вивів колону з міста. За дії під час ашантійської операції його нагородили медаллю з пряжкою, згадали у донесеннях, а також підвищили у званні до підполковника. У березні 1902 року очолив експедицію проти тіансі, за що був згаданий у донесеннях. 1903 року його тимчасово підвищили до полковника.
З червня 1899 року до грудня 1904 року Морріс обіймав посаду головного комісара Північних територій Золотого берега при губернаторах Фредерікі Годгсоні та Меттью Натані. На цій посаді він пішов шляхом першого комісара північних територій Генрі Норткотта, а також його послідовника і свого недовгого попередника Едвіна Спіда. Їхня стратегія полягала в якомога більшій кооптації місцевих малих племен в політичну структуру великих централізованих державних утворень, для чого Морріс видав кілька постанов. Позаяк північні території формально були незалежним протекторатом, хоча і перебували під юрисдикцією губернатора Золотого берега, Норткотт, Морріс і Вотерстон заявляли, що їхня головна мета — «відкрити країну і сприяти комерційному сполученню». Необхідними умовами цього були умиротворення регіону і мобілізація робочої сили для перевезення товарів і будівництва доріг, і в цьому контексті племінні вожді повинні були стати основою «схеми уряду найпростішої й економічної форми». Разом з тим Морріс відмовився від ідеї Норткотта про пряме оподаткування підлеглих територій, підтримавши пропозицію Джозефа Чемберлена, в той час державного секретаря у справах колоній, про запровадження «вільної» (примусової) праці, згідно з якою «головний вождь» силою змушував північних вождів як «підрядників» самих знаходити трудові ресурси для виконання громадських робіт. На посаді головного комісара Морріса змінив Алан Вотерстон, впритул зайнявся питанням навчання майбутніх вождів і лідерів племен.
24 червня 1904 року Король звів Морріса у звання кавалера ордена Святого Михайла і Святого Георгія.
1905 року Морріс повернувся до Індії. З червня 1906 до січня 1909 року був комендантом Кінної піхотної школи Індії. 23 листопада 1908 року Морріс отримав підвищення до полковника. З липня 1909 до липня 1913 року обіймав посаду коменданта Королівської військової школи герцога Йоркського. У липні 1913 року пішов у відставку.
25 жовтня 1915 року у віці 54 років Морріс був знову призваний на військову службу, але цього разу до Канадських експедиційних сил. Того ж року став комендантом табору для німецьких інтернованих в Емгерсті (Нова Шотландія). Серед тих, що перебували в таборі, деякий час був російський революціонер Лев Троцький, якого Морріс вважав «небезпечним для союзників взагалі». Троцький згодом писав, що розмовляв «без належної шанобливості» з Моррісом — «він прогарчав за моєю спиною: „Потрапив би він мені на південноафриканському узбережжі…“. Це взагалі була його улюблена приказка». Троцький завдав керівництву табору багато клопоту, ведучи комуністичну пропаганду серед німецьких ув'язнених, за що комендант Морріс посадив його як одиночно ув'язненого у стару доменну піч ливарного заводу. Після закінчення Першої світової війни Морріс знову пішов у відставку.

### Особисте життя
1902 року Морріс одружився з Дороті Мері Вілкі, племінницею і названою дочкою Волтера Лавертона з Манчестера. У подружжя був один син — Джон Генрі Морріс (нар. 4 жовтня 1908).

### У відставці
1927 року Морріс переїхав у Вікторію й оселився на 2100 Брайтон-авеню (Ок-Бей), де спокійно жив, захоплюючись стрільбою, полюванням і риболовлею.
15 вересня 1929 року в газеті The Colonist опублікували лист «Стрімка ситуація», в якому Морріс захищав політику Асоціації парків Колдвуда, керівником якою він на той час був. 11 серпня 1933 року там же надрукували ще один з його листів «У Великій війні», що став відповіддю містеру Мартіну з Ок-Бея, який стверджував, що британці не становили навіть 50 відсотків складу Першої канадської дивізії. Морріс навів офіційні дані, що показують, що з 54 673 солдатів даного підрозділу 42 195 осіб були родом з Великої Британії, і лише 12 418 осіб народилося в Канаді, що становило відповідно 77 відсотків британців і 23 відсотки канадців. 12 червня 1934 року «The Colonist» опублікував інший лист Морріса, в якому він розповів про свою кар'єру у відповідь на публікацію Гордона Сінклера про подорож Західною Африкою:

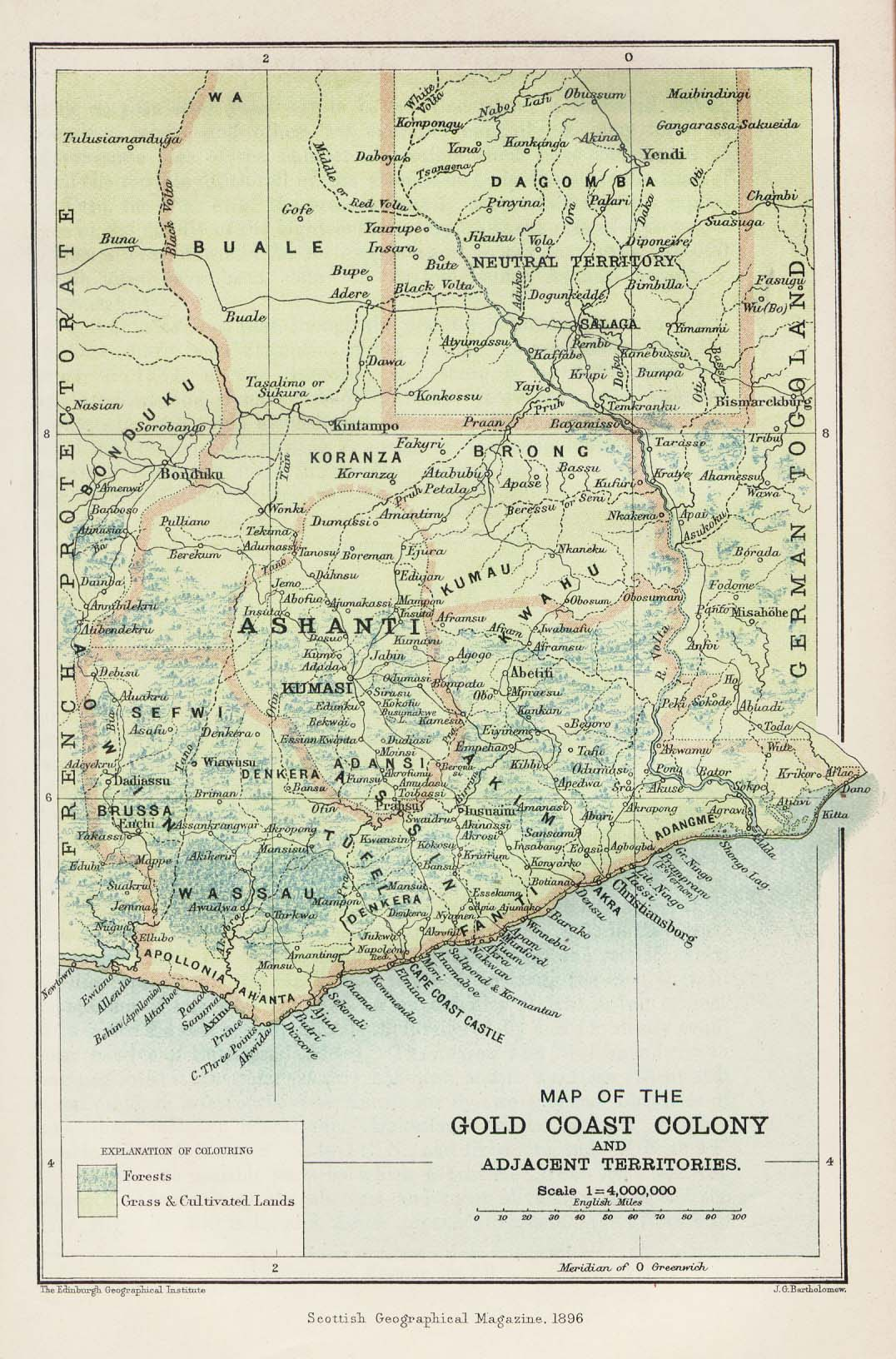
Карта Британського Золотого берега

Сер—бувши протягом п'яти років головним комісаром північних територій Золотого берега, що сягає вглиб на 100 000 квадратних миль, я дещо тямлю в Західній Африці і прошу дозволити висловити рішучий протест проти того абсолютного глупства, висловленого Склером Гором. Судячи з його опису Коронних колоній Золотого берегу і Нігерії, можна було б припустити, що у цих колоніях немає нікого, крім шаманів та його жертв, а більшість жителів є Магометанами. Обидві колонії є найбільш цінним надбанням Британської Корони, про що свідчать наступні цифри, взяті з Affaiss of West Africa М-ра Е. Д. Мореля: загальна вартість британської продукції та виробів, відправлених британськими володіннями в Західній Африці протягом п'яти років у період 1896—1900 років становила майже 10 000 000 фунтів стерлінгів, а загальна вартість сирої продукції, що імпортується Великою Британією з Британської Західної Африки за той же період склала понад 11 000 000 фунтів стерлінгів. З того часу, як експорт, так і імпорт значно збільшилися. М-р Сінклер дійсно вважає, що люди повірять, що щороку від прокляття Вуду в Західній Африці гине 200 000 осіб, як зазначено в 'The Colonist' від 9 червня? Подібні твердження можуть існувати лише в його власній уяві, або виходити з вуст напідпитку пляжного волоцюги. Він також, схоже, не усвідомлює того факту, що Лагос є столицею Британської Нігерії, а не Французькою, як ним заявлено.
Оригінальний текст (англ.)
Sir — Having been five years the chief commissioner of the northern territories of the Gold Coast, a hinterland of nearly 100,000 square miles, I have some knowledge of West Africa, and would ask to be allowed to stoutly protest against the unmitigated nonsense talked by Mr Gordon Sinclair. Judging from his description of the Crown colonies of the Gold Coast and Nigeria, one would imagine that these colonies contained nobody except witch doctors and their victims, whereas a large proportion of the inhabitants are Mohammedans. Both colonies are most valuable possessions of the British Crown, and the following figures may be of interest, taken from Affaiss of West Africa by Mr E. D. Morel: The total value of British produce and manufactures shipped to the British possessions in West Africa in the five years 1896-1900 amounted to nearly £10,000,000 while the total value of raw produce imported by Great Britain from British West Africa during the same period amounted to over £11,000,000. Since that time both exports and imports have increased enormously Does Mr Sinclair really suppose that people are going to believe that 200,000 persons die every year under the Voodoo curse in West Africa, as stated in The Colonist ofJune 9? Such a statement as this can exist in his own imagination only, or come from the lips of a drunken beach comber. He also does not appear to be aware that Lagos is the capital of British Nigeria, not French, as stated by him.

### Смерть і похорон
Помер 13 грудня 1939 року у віці 77 років після короткої хвороби в Ювілейному шпиталі у Вікторії, залишивши по собі вдову та сина в Нанаймо, а також двох братів і трьох сестер в Англії. Прощання з Моррісом відбулося 16 грудня у похоронному будинку S. J. Curry & Son. Серед тих, хто ніс труну під час його поховання, був колишній командувач Армією Канади генерал-лейтенант сер Персі Лейк. Похований в парку Роял-Ок.

## Литература
- Who's who.(англ.)
- Senate Debates, 12th Parliament, 6th Session.(англ.)
- The V.C. And D.S.O. — Vol. II.(англ.)
- Léon Trotsky. My Life: An Attempt at an Autobiography.(англ.)
- Jeff D. Grischow. A History of Development in the Northern Territories of the Gold Coast, 1899—1957.(англ.)
- Carola Lentz[de]. Ethnicity and the Making of History in Northern Ghana. — ISBN 9780748626847.(англ.)
- J. F. Bosher. Imperial Vancouver Island: Who Was Who, 1850—1950. — ISBN 9781450059626.(англ.)
- B. Talton. Politics of Social Change in Ghana. — ISBN 9780230102330.(англ.)